# Bietenschlatt
Das Bietenschlatt ist ein Naturschutzgebiet in der Gemeinde Südlohn im Kreis Borken in Nordrhein-Westfalen. Das ca. 31 ha große Gebiet liegt unweit östlich der Landesstraße L 572 und unweit der westlich verlaufenden Staatsgrenze zu den Niederlanden am nördlichen Ortsrand von Burlo/Borkenwirthe, einem Stadtteil der Kreisstadt Borken.
Das Schutzgebiet umfasst Reste des ehemals ausgedehnten Hecken-Grünland-Gebietes Bietenschlatt-Galgenbülten, einem Feuchtgrünland-Komplex, in dem viele Wiesenvogelarten brüteten. Im NSG finden sich vor allem durch Staunässe beeinflusste, meist extensiv bearbeitete Weiden und Mähwiesen, in denen teilweise Blänken angelegt wurden. In diesem Habitat brüten unter anderem Große Brachvögel, Kiebitze und Uferschnepfen. Weitere Arten, die das NSG als Nahrungs- und Rasthabitat nutzen sind zum Beispiel der Dunkle Wasserläufer oder der Flussregenpfeifer.